# ジェニファー8
『ジェニファー8』（ジェニファーエイト、原題：Jennifer 8 / Jennifer Eight）は、1992年制作のアメリカ合衆国のサイコスリラー映画。日本では劇場1993年12月23日。

## あらすじ
ロサンゼルス市警察の刑事ジョン・バーリンは妻との離婚をきっかけに、カリフォルニア州北部の小さな町の警察署に転任する。
ある日、町のゴミ捨て場から女性の手首が発見された。手に残された特徴から、被害者は盲目の若い女性とみられた。この町では盲目の若い女性ばかりを狙った連続殺人事件がこれまでに7件発生していた。その遺体は皆身元不明で、署内では“ジェニファー”と呼ばれていた。
ジョンはこれをその連続殺人事件の8番目の犠牲者のものと断定、捜査を進めていく過程で、全盲の美女ヘレナと知り合う。ジョンはヘレナと何回も会ううちに彼女に心惹かれていき、ヘレナもまたジョンに惹かれていく。やがてジョンはヘレナが殺人鬼の次の標的として狙われる恐れがある事を知り、必死で彼女の身を守ろうとする。
ある夜、ジョンは市警時代からの同僚だったフレディと共にヘレナの身辺を張るが、ジョンは一瞬の隙をつかれて襲われて拳銃を奪われ、フレディは何者かに射殺されてしまう。さらにフレディの最後の言葉から、ジョンはフレディ射殺の犯人として逮捕されてしまう。
フレディの妻マージーが保釈金を払ってくれた事で保釈されたジョンは、急ぎヘレナのもとに向かう。その頃、ヘレナのもとについに殺人鬼の魔の手が迫っていた…。

## キャスト
※括弧内は日本語吹替。
- ジョン・バーリン：アンディ・ガルシア（石塚運昇）
- ヘレナ・ロバートソン：ユマ・サーマン（土井美加）
- フレディ・ロス：ランス・ヘンリクセン（江角英明）
- マージー・ロス：キャシー・ベイカー（駒塚由衣）
- セント・アンFBI捜査官：ジョン・マルコヴィッチ（大塚芳忠）
- ジョン・テイラー（J・K）：グレアム・ベッケル（沢木郁也）
- シトリン署長：ケヴィン・コンウェイ（嶋俊介）
- トラヴィス：ペリー・ラング（古田信幸）
- ヴェナブルズ：ポール・ベイツ（桜井敏治）
- ビズリー：ニコラス・ラヴ（津田英三）
- グッドリッジ：ボブ・ガントン（小山武宏）
- ボビー：ブライアン・ラーキン（増田ゆき）
- アマンダ：デボン・アイアー（堀越真己）